# Нельма (селище)
Нельма́ (рос. Нельма) — селище у складі Совєтсько-Гаванського району Хабаровського краю, Росія. Знаходиться у міжселенній території.

## Населення
Населення — 8 осіб (2010; 19 у 2002).
Національний склад (станом на 2002 рік):
- росіяни — 95 %